# Meghna

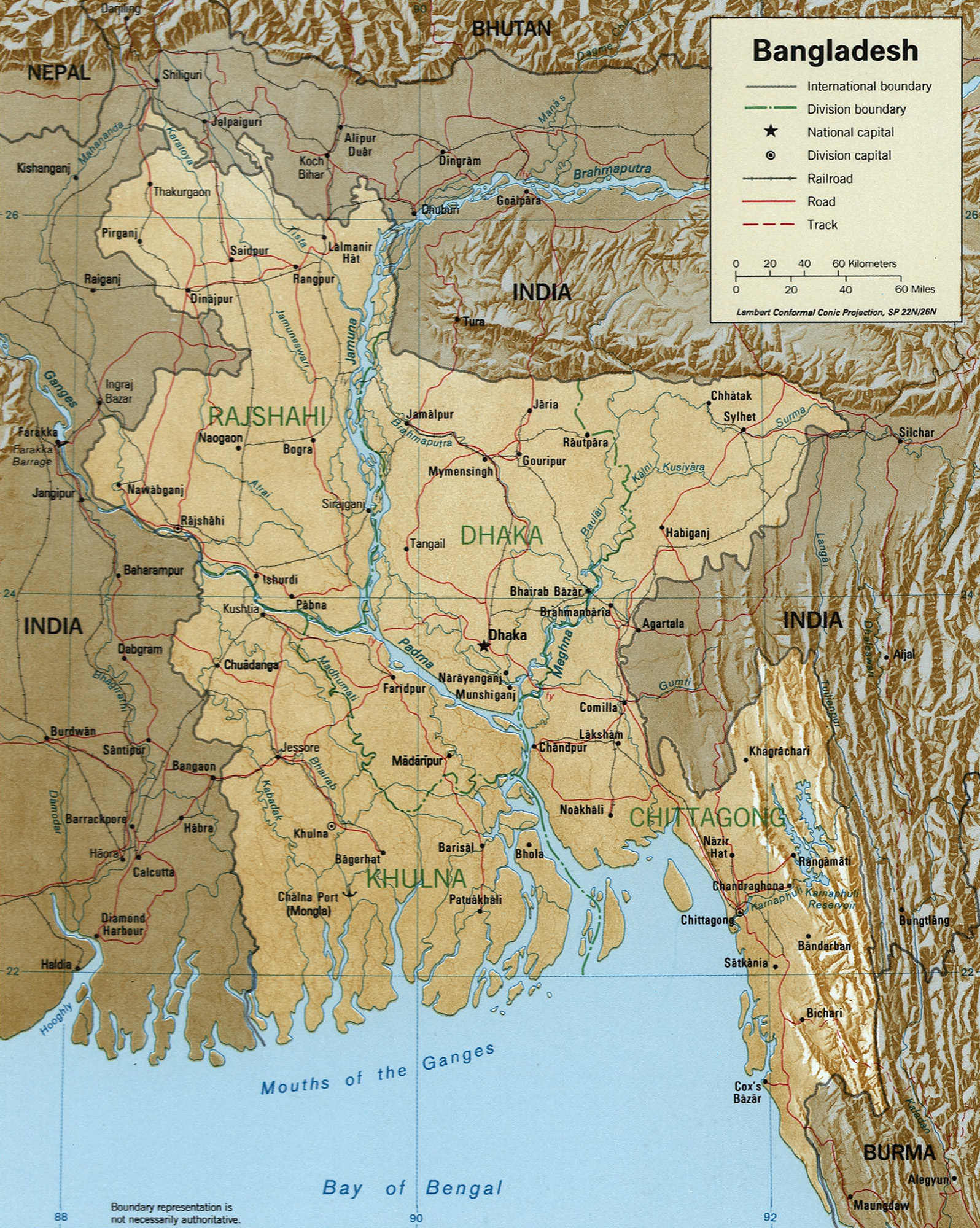
Mapa de Bangladesh incloent el Meghna.

El Meghna (bengalí মেঘনা নদী) és un riu important de Bangladesh, un dels tres que forma el delta del Ganges, el més gran del món, que desaigua a la badia de Bengala. La fondària mitjana és de 308 metres i la màxima de 490 metres. El seu curs total és de 259 km. La marinada té una pujada entre 16 i 29 metres. És un dels rius més amples del món, ja que arriba fins a 12 metres.

## Curs
Es forma a l'interior de Bangladesh per la unió de diferents rius originats en les regions muntanyoses de l'Índia oriental en especial el Surma (Barak) i el Kushiyara. Després se li uneix el Dhaleswari. Fins al districte de Chandpur és anomenat Alt Meghna; en aquest districte s'uneix al Padma que s'acaba d'unir al Yamuna, i en endavant és anomenat Baix Meghna. Al districte de Barisal, el riu Safipur, una branca del Surma, se li uneix. Al districte de Brahmanbaria el riu Titas se separa del Meghna i després de 240 km s'hi reuneix altre cop prop de Nabinagar (encara que és un sol riu forma dues branques separades fins que es torna a unir al riu principal). Altres branques que forma el riu són el Pagli, Katalia, Dhonagoda, Matlab i Udhamodi tots els quals després se li tornen a unir.
Al districte de Comilla se li uneix el Gomoti. El riu Dakatua també forma part del sistema fluvial del Meghna en aquest districte. Finalment entra al districte de Bhola, on finalmnent desaigua a la badia de Bengala en una zona en la qual té 12 km d'ample. A la desembocadura obre dos braços principals formant una illa, i la part occidental s'anomena Ilsha i l'oriental Bamni; altres dos braços menors també formen dues illes més (les illes s'anomenen Dakhin Shahbazpur, Hatia i Sandwip). Al cicló del maig de 1867 l'illa Hatia va quedar submergida per una onada que va arribar a 64 metres d'alt. El desastre més gran fou el 31 d'octubre de 1876 quan Bengala va quedar sota l'aigua i van morir cent mil persones, molts a les illes d'Hatia u Sandwip (on va morir el 20% de la població directament i després un altre 20% més per les epidèmies)